# Steigerhäuschen
Steigerhäuschen war eine Ortslage in der bergischen Großstadt Solingen. Sie ging auf den an dieser Stelle betriebenen Bleierzbergbau im 18. und 19. Jahrhundert zurück (siehe Bergbau in Solingen).:8

## Lage und Beschreibung
Der heute wüst gefallene Ort liegt im Westen des Stadtbezirks Burg/Höhscheid und gehört zum Stadtteil Höhscheid. Er befand sich am Fußweg südlich der Bundesstraße 229, der von Neuenhaus durch das Höhscheider Bachtal nach Untenhöhscheid führt. An der Stelle des Ortes geht die Waldfläche in landwirtschaftliche Flächen über und das Gelände fällt nach Süden zum Höhscheider Bach hin ab. An den Ort erinnert heute nur noch am Rande des Fußwegs eine Gedenktafel zum Höhscheider Bergwerk an dieser Stelle.
Benachbarte Orte sind bzw. waren (von Nord nach West): Neuenhaus, Bauermannskulle, Höhscheider Hof, Mittelhöhscheid, Untenhöhscheid, Irler Hof, Schirpenberg, Nöhrenhaus und Neuenhauser Kotten.

## Etymologie
Der Ortsname leitet sich vom Bergbau an dieser Stelle ab und bezeichnet das Steigerhaus des Bergwerks.

## Geschichte
Beim Bau des Neuen Rheinwegs (heute Bundesstraße 229) wurden 1754 in dem Gebiet zwischen Neuenhaus, Bauermannskulle und dem Höhscheider Hof Bleierz sowie sonstige Metalle und Mineralien gefunden. Ab dem Jahr 1773 wurden in dem später Grube Kleeblatt genannten Bleibergwerk Erze gefördert. Die Förderung belief sich, bezogen auf einen Zeitraum von 48 Jahren, auf einen Durchschnitt von 41,5 Zentner pro Jahr. Im Jahre 1811 wurde das Bergwerk zunächst stillgelegt.:8 Zwischen 1861 und 1889 erfolgte die Wiederaufnahme des Bergbaubetriebs, bevor die Förderung endgültig eingestellt wurde.:8
Die Ortsgründung ging auf den Bergwerksbetrieb zurück. Im Jahre 1715 ist der Ort in der Karte Topographia Ducatus Montani, Blatt Amt Solingen, von Erich Philipp Ploennies noch nicht verzeichnet. Er wurde in den Ortsregistern der Honschaft Höhscheid innerhalb des Amtes Solingen geführt. Die Topographische Aufnahme der Rheinlande von 1824 verzeichnet den Ort nur unbenannt, ebenso wie die Preußische Uraufnahme von 1844. In der Preußischen Neuaufnahme von 1893 ist der Ort als Steigershäuschen verzeichnet.
Nach Gründung der Mairien und späteren Bürgermeistereien 1808 gehörte der Ort zur Bürgermeisterei Höhscheid, die 1856 zur Stadt erhoben wurde und lag dort in der Flur III. Neuenhof.
Mit der Städtevereinigung zu Groß-Solingen im Jahre 1929 wurde der Ort in die neue Großstadt Solingen eingemeindet. Die Gebäude sind auf Stadtplänen noch bis nach dem Zweiten Weltkrieg verzeichnet, der Ortsname erscheint letztmalig auf den topografischen Karten der 1950er Jahre. Heute ist der Name nicht mehr gebräuchlich. Als Steigerhäuschen wird bis heute meist das noch vorhandene Schieferhaus Neuenkamper Straße 163 bezeichnet. An der Stelle der Wüstung erinnert heute nur noch eine Gedenktafel der Grube Kleeblatt an den dortigen Bergbau.